# Jeorá Matos Ferreyra
Jeorá Matos Ferreyra (sinh ngày 8 tháng 5 năm 1964) là một cầu thủ bóng đá người Brasil.

## Sự nghiệp câu lạc bộ
Jeorá Matos Ferreyra đã từng chơi cho Verdy Kawasaki.